# Фторид вольфрама(IV)
Фторид вольфрама(IV) — неорганическое соединение, соль металла вольфрама и плавиковой кислоты с формулой WF4,
красновато-коричневое вещество.

## Получение
- Восстановление фторида вольфрама(VI) бензолом при 110°С в течение нескольких дней.

## Физические свойства
Фторид вольфрама(IV) образует красновато-коричневое гигроскопичное вещество.

## Химические свойства
- Разлагается при нагревании в вакууме:

{\displaystyle {\mathsf {3WF_{4}\ {\xrightarrow {200-240^{o}C}}\ W+2WF_{6}}}}